# Гюнтер Целлер (філософ)
Гюнтер Целлер (нім. Günter Zöller, нар. 10 грудня 1954) — сучасний німецький філософ, професор філософії Мюнхенського університету (ФРН).
З 1975 по 1979 рр. Гюнтер Целлер вивчав філософію, історію мистецтв та романістику у Боннському університеті. У 1979—1980 рр. він стажувався у Парижі, де його академічними вчителями були Жак Дерріда і Мішель Фуко. У 1982 р. Гюнтер Целлер у Боннському університеті захистив докторську дисертацію, яка була присвячена термінам «об'єктивної реальності» і «об'єктивної чинності» у «Критиці чистого розуму» Імануїла Канта.
У 1982—1999 рр. Гюнтер Целлер перебував у США, де спочатку вивчав американську аналітичну філософію у Браунському університеті, а з 1984 по 1999 рр. був спочатку асоційованим професором (Associate Professor), потім повним професором (Full Professor) і керівником департаменту (Department Chair) філософії Айовського університету (University of Iowa). В цей період Гюнтер Целлер був співзасновником (1985) і віце-президентом (1988—1994) Північно-Американського Кантівського Товариства (North American Kant Society), переклав та видав на англійській мові різні твори І. Канта, Й. Г. Фіхте, А. Шопенгауера, запрошувався з циклами лекцій до найкращих американських університетів, наприклад у 1993 р. до Принстонського університету. Під його керівництвом у Айовському університеті було захищено сім докторських дисертацій з філософії Канта, Фіхте, Шеллінга, Гуссерля.
З 1999 року по теперішній час Гюнтер Целлер - професор філософії (зі спеціалізацією — філософія Нового Часу) Мюнхенського університету імені Людвіга Максиміліана. З 2000 р. , видавець «Повного Зібрання Творів Й. Г. Фіхте» Баварської Академії наук (Мюнхен), з 2001 р. — член Комісії Й. Г. Фіхте при Баварській Академії наук, у 2000—2003 рр. — був Президентом Міжнародного Товариства Й. Г. Фіхте.
Гюнтер Целлер виступав на міжнародних конференціях, а також з гостьовими доповідями та викладав філософію як гостьовий професор у багатьох університетах світу (Європа, США, Південна Корея, Австралія, Китай, Росія).
Основними філософськими темами досліджень та публікацій Гюнтера Целлера є Кант, Фіхте, Шопенгауер, Брентано, Гуссерль, Дерріда — в історично-філософському контексті, а також трансцендентальна філософія, філософія моралі, проблеми інтерсуб'єктивності, естетика і філософія мистецтва — у систематичному відношенні.

## Основні твори Гюнтера Целлера
- Theoretische Gegenstandsbeziehung bei Kant: zur systemat. Bedeutung d. Termini «objektive Realität» u. «objektive Gültigkeit» in d. «Kritik der reinen Vernunft» / Günter Zöller. Berlin ; New York: de Gruyter, 1984. ISBN 3-11-009811-3.
- Figuring the self: subject, absolute, and others in classical German philosophy / David E. Klemm and Günter Zöller, ed. Albany, NY: State Univ. of New York Press, 1997. ISBN 0-7914-3200-9.
- The system of ethics: according to the principles of the Wissenschaftslehre / Johann Gottlieb Fichte. Transl. and ed. by Daniel Breazeale and Günter Zöller. Cambridge, UK: Cambridge Univ. Press, 2005. ISBN 978-0-521-57767-0.
- Fichtes praktische Philosophie: eine systematische Einführung / hrsg. von Hans Georg von Manz und Günter Zöller. Hildesheim ; Zürich ; New York: Olms, 2006. ISBN 3-487-13084-X.
- Johann Gottlieb Fichte. Das Spätwerk (1810—1814) und das Lebenswerk: Beiträge zum Fünften Internationalen Fichte-Kongreß in München vom 14. bis 21. Oktober 2003. In 5 Teilen. Hrsg. von Günter Zöller u. Hans Georg von Manz. Amsterdam, New York: Rodopi, 2006—2009. ISBN 978-90-420-2045-0.

## Переклади робіт Гюнтера Целлера
- Цёллер, Гюнтер (Мюнхен, ФРГ): Теорія волі в `Наукова нова методика` Фихте / Пер. з німецького Владимир Абашник // Проблема свободи у теоретичній та практичній філософії. Матеріали X Харківських міжнародних Сковородинівських читань (26-27.09.2003 року). В 2 ч. — Харків: «Екограф», 2003. — Ч. 1. — С. 97-103.
- Цёллер, Г. «Абсолютна віра». Значення через незнання в «Науковченні» Фихте 1805 року / Пер. з німецького О. А. Коваль, К. В. Лощевский // Віра і знання. Співвідношення поняттів в класичній німецькій філософії / Отв. ред. Д. Н. Разеев. — Спб.: Изд. С.-Петербург. ун-та, 2008. — С. 184—198.
- Цёллер, Гюнтер (Мюнхен) Назначение человека в философии Иммануила Канта / Пер. с немецкого Владимир Абашник // Соціально-гуманітарні вектори педагогіки вищої школи. Третя міжнародна наукова конференція (13-14 травня 2011 р.) / Харківський Національний технічний університет сільського господарства ім. П. Василенка. Кафедра ЮНЕСКО «Філософія людського спілкування». — Харків: Міськдрук, 2011. — С. 377—382.
- Цёллер Гюнтер, Классическая политическая философия музики / Перевёл с немецкого языка Владимир Абашник // Філософія спілкування: філософія, психологія, соціальна комунікація / Научно-практичний журнал. – Харків: «Міськдрук», 2013. – №6. – C. 82–85.
- Цьоллєр Гюнтер, Політична філософія музики Жана-Жака Руссо / Переклав з німецької мови Володимир Абашнік // Наукові записки Харківського економчно-правового університету. – Харків: ХЕПУ, 2017. – №1 (19). – С. 98–105.